# Journal de Roanne
Le Journal de Roanne est un ancien hebdomadaire régional français, édité à Roanne et diffusé dans le Roannais, c'est-à-dire le nord du département de la Loire. Son dernier rédacteur en chef était le poète Louis Mercier.

## Histoire
Le journal est fondé en 1864 par Claude-Abel Chorgnon, reprenant le journal L'Écho de Loire de son père Jacques Chorgnon. S'imposant rapidement comme le principal journal de Roanne dans les années 1860, il devient par la suite le journal des réactionnaires roannais, changeant régulièrement de positionnement politique selon la tournure des évènements politiques. Il est racheté au cours du XXe siècle par de nouveaux propriétaires qui rapprocheront le journal des positions de Vichy au cours des années 1940. Compromis dans la collaboration avec le régime de Vichy, le journal cesse de paraitre et se voit remplacer par Le Pays roannais.
Son édition est parallèle à celle de l'Écho du Roannais, de Charlieu, Thizy, Cours et de la vallée du Rhins, puisque les deux journaux hebdomadaires ont le même rédacteur en chef, Louis Mercier, qui publie ses éditoriaux dans les deux périodiques, et sont contrôlés par les mêmes familles, les Meaux et les Gatellier.
La ligne éditoriale est réactionnaire catholique.

## Rédacteurs
- Joseph Déchelette[3]
- Louis Mercier
- Abbé Joseph Prajoux[4]